# پابلو الوارز (بازیکن فوتبال اسپانیایی)
پابلو الوارز (انگلیسی: Pablo Álvarez؛ زادهٔ ۱۴ مهٔ ۱۹۸۰) بازیکن فوتبال اهل اسپانیا است.
از باشگاه‌هایی که در آن بازی کرده‌است می‌توان به باشگاه فوتبال لوگو، باشگاه فوتبال راسینگ سانتاندر، باشگاه فوتبال اسپورتینگ خیخون، باشگاه فوتبال دپورتیوو لاکرونیا، و باشگاه فوتبال نیویورک سیتی اشاره کرد.
وی همچنین در تیم ملی فوتبال Galicia بازی کرده‌است.